# Tepetitlán, Puebla
Tepetitlán är en ort i Mexiko.   Den ligger i kommunen Jonotla och delstaten Puebla, i den sydöstra delen av landet, 170 km öster om huvudstaden Mexico City. Tepetitlán ligger 1 008 meter över havet och antalet invånare är 173.
Terrängen runt Tepetitlán är bergig, och sluttar norrut. Runt Tepetitlán är det ganska glesbefolkat, med 43 invånare per kvadratkilometer. Närmaste större samhälle är Olintla, 14,1 km nordväst om Tepetitlán. I omgivningarna runt Tepetitlán växer huvudsakligen savannskog.